# Masao Urino
Masao Urino (売野 雅勇, Urino Masao, nascido em 22 de fevereiro de 1951 em Ashikaga, Tochigi, Japão) é um letrista, roteirista e diretor de cinema japonês. Ele escreveu letras para muitos grupos musicais e cantores solo, às vezes sob o pseudónimo Reiji Asō (麻生 麗二, Asō Reiji).
Depois de se formar na Escola Secundária Ashikaga da Prefeitura de Tochigi, ele se formou em 1974 em literatura pela Universidade Sophia. Depois de se formar, ele trabalhou como redator para a empresa de publicidade Mannensha (萬年社) , que faliu em 1999. Porém, devido a um erro em um anúncio de jornal nacional, ele foi forçado a fazer outro trabalho. Enquanto trabalhava na Tōkyū Agency International (agora Frontage), ele fez sua estreia como letrista com a canção Hoshi Kuzu no Dance Hall, de Chanels de 1981.
Em 1982, ele teve um grande sucesso com a música Shōjo A de Akina Nakamori. A partir daí, ele escreveu as letras para uma série de canções de sucesso cantadas por Hiroaki Serizawa e para o grupo de J-pop The Checkers (Namida no Request). Ele escreveu letras para artistas como Hidemi Ishikawa, Junichi Inagaki, Daisuke Inoue, Hiromi Iwasaki, Yoshimi Iwasaki, Tomio Umezawa, Yukiko Okada, Yōko Oginome, Carlos Toshiki & Omega Tribe, Naoko Kawai, Yuri Kunizane, Masahiko Kondō, Kiyotaka Sugiyama, Tomomi Nishimura, Yū Hayami, Chiemi Hori, Junko Miyama, Hironobu Kageyama e outros.
Em 1987, escreveu a abertura e o encerramento da série Super Sentai de tokusatsu, Hikari Sentai Maskman, lançadas no single homônimo.
Urino fez sua estreia como diretor e roteirista em 1990 com o filme Cinderella Express.

## Trabalhos
| Canção                             | Título em alfabeto romano            | Artista          | Data       |
| ---------------------------------- | ------------------------------------ | ---------------- | ---------- |
| 夏のクラクション                   | Natsu no Klaxon                      | Junichi Inagaki  | 21/07/1983 |
| シー･サイド･ショット               | Seaside Shot                         | Junichi Inagaki  | 21/07/1983 |
| Maria                              | Maria                                | Junichi Inagaki  | 01/09/1983 |
| 悲しきダイアモンドリング           | Kanashiki Diamond Ring               | Junichi Inagaki  | 19/05/1984 |
| 恋のプラネットサーカス             | Koi no Planet Circus                 | Junichi Inagaki  | 19/05/1984 |
| 十戒 (1984)                        | Jukkai (1984)                        | Akina Nakamori   | 25/07/1984 |
| ブルージン･ピエロ                  | Bruisin' Pierro                      | Junichi Inagaki  | 21/03/1985 |
| 優しさが瞳にしみる                 | Yasashisa ga Hitomi ni Shimeru       | Junichi Inagaki  | 21/03/1985 |
| 水の星へ愛をこめて                 | Mizu no Hoshi e Ai wo Komete         | Hiroko Moriguchi | 07/08/1985 |
| 八月のジプシー                     | Hachigatsu no Gypsy                  | Hidemi Ishikawa  | 25/08/1985 |
| Sea Loves You～キッスで殺して      | Sea Loves You: Kiss de Koroshite     | Hidemi Ishikawa  | 25/08/1985 |
| 赤いスピード・スター               | Akai Speed Star                      | Hidemi Ishikawa  | 18/12/1985 |
| 哀しみのカーニバル                 | Kanashimi no Carnival                | Hidemi Ishikawa  | 18/12/1985 |
| サイレンの少年～遠くで抱きしめて～ | Siren no Shōnen: Tōku de Dakishimete | Hidemi Ishikawa  | 18/12/1985 |
| ウインター・リポート               | Winter Report                        | Hidemi Ishikawa  | 18/12/1985 |
| A Glass of the Sorrow              | A Glass of the Sorrow                | Junichi Inagaki  | 01/03/1986 |
| Rain Glass                         | Rain Glass                           | Hidemi Ishikawa  | 09/07/1986 |
| Shadow Summer                      | Shadow Summer                        | Hidemi Ishikawa  | 09/07/1986 |
| 六本木純情派                       | Roppongi Junjōha                     | Yōko Oginome     | 29/10/1986 |
| 湾岸太陽族                         | Wangan Taiyōzoku                     | Yōko Oginome     | 03/03/1987 |
| 思い出のビーチクラブ               | Omoide no Peach Club                 | Junichi Inagaki  | 04/03/1987 |
| さよならの果実たち                 | Sayonara no Kajitsutachi             | Yōko Oginome     | 21/06/1987 |
| 素敵な勇気                         | Suteki na Yūki                       | Hidemi Ishikawa  | 13/07/1987 |
| デス・トラップ                     | Death Trap                           | Hidemi Ishikawa  | 14/10/1987 |
| 北風のキャロル                     | Kitakaze no Carol                    | Yōko Oginome     | 27/10/1987 |
| ストレンジャーtonight              | Stranger Tonight                     | Yōko Oginome     | 21/01/1988 |
| スターダスト・ドリーム             | Stardust Dream                       | Yōko Oginome     | 27/04/1988 |
| Memory Flickers                    | Memory Flickers                      | Junichi Inagaki  | 25/01/1989 |
| ミスティー･ブルー                  | Misty Blue                           | Junichi Inagaki  | 25/01/1989 |
| セブンティー･カラーズ･ガール       | Seventy Colors Girl                  | Junichi Inagaki  | 25/01/1989 |
| 悲しみは優し過ぎて                 | Kanashimi wa Yasashisugite           | Junichi Inagaki  | 19/04/1989 |
| Misty Blue                         | Misty Blue                           | Junichi Inagaki  | 19/04/1989 |
| 湘南ハートブレイク                 | Shōnan Heartbreak                    | Yōko Oginome     | 07/06/1989 |
| ユア・マイ・ライフ                 | You're My Life                       | Yōko Oginome     | 27/09/1989 |
| Love Is Hard Business              | Love Is Hard Business                | Junichi Inagaki  | 03/04/1991 |
| Truth                              | Truth                                | Junichi Inagaki  | 03/04/1991 |
| Pretend                            | Pretend                              | Junichi Inagaki  | 20/05/1992 |
| 夜汽車よ悲しみを乗せて             | Yogisha yo Kanashimi wo Nosete       | Junichi Inagaki  | 20/05/1992 |
| 真夏の果てまで                     | Manatsu no Hate made                 | Junichi Inagaki  | 21/08/1996 |
| 夏が行くよ                         | Natsu ga Yuku yo                     | Junichi Inagaki  | 21/08/1996 |

Fontes:     